# Кіноцирк
«Кіноцирк» — радянський мультиплікаційний фільм («мульт-сатира в 3-х атракціонах»), знятий під час Великої Вітчизняної війни.

## Сюжет
Сатирична антифашистська циркова програма з трьох номерів (атракціонів), що викриває військовий ажіотаж Гітлера і пророкує його безславний кінець. Як конферансьє виступає клоун Олівець у мультиплікаційному образі.

### Атракціон 1: «Дресирувальник Адольф та його собачки»
Гітлер сидить у ресторані "Нова Європа" і обгладжує величезну кістку. На його свист вдаються три потворні собаки, і під його окрики та помахування кісткою починають танцювати на задніх лапках і виготовляти інші циркові номери. Одна з собак має нашийник з написом "Муссоліні", друга — "Хорті", третя — "Антонеску". Задовольнившись стрибками псів, Адольф кидає їм кістку, і вони починають битися за неї.

### Атракціон 2: «Гітлер у Наполеона»
Гітлер підходить до усипальниці Наполеона I і волає до нього, просячи поради у завоюванні світу. Небіжчик дає йому пораду «лягти поряд з ним, поки не пізно», і намагається затягнути його до себе в труну.

### Атракціон 3: «Жонглер Адольф на бочках з порохом»
Гітлер стоїть поряд з пірамідою з бочок, на яких написано Норвегія, Голландія, Данія, Польща, Франція, Греція, Чехословаччина, Албанія та ін. Піднявшись на вершину, він ловить палаючі смолоскипи і починає ними жонглювати. Один з них падає на бочку, і відбувається вибух, що розносить споруду. Однак Адольф живим, хоч і скуйовдженим, благополучно приземляється на сцену, зверху на нього надягається порожня бочка, в кришку якої встромляється кинджал.

## Творці
- Сценаристи: Н. Волков, Леонід Амальрік, Ольга Ходатаєва, Костянтин Гаврюшин
- Режисери: Ольга Ходатаєва, Леонід Амальрік
- Художники: Ольга Ходатаєва, Леонід Амальрік
- Художники-мультиплікатори: Надія Привалова, Микола Ходатаєв, Борис Титов
- Оператори: Борис Тітов, Микола Воїнов
- Композитор — Олексій Аксьонов
- Звукооператори: Віктор Котов, Ігор Гунгер
- Автор тексту — Н. Копіївський